# Siège de Fort St. Philip (1815)
Guerre de 1812
Batailles
Liste des batailles de la guerre anglo-américaine de 1812
Le siège de Fort St. Philip était un bombardement longue distance de dix jours de obus explosifs - par deux navires bombardiers du Royal Navy, montant un total de quatre mortiers - contre la garnison américaine de Fort St. Philip. Le fort n'a pas pu riposter au début, car les navires bombardiers étaient hors de portée de ses boulets de canon, et son mortier n'avait pas de munitions. Cela a été remédié par des bateaux de ravitaillement, par lesquels le fort a contre-attaqué les bombardiers avec son mortier le 17 janvier, et les Britanniques se sont dûment retirés. Cet engagement fluvial a eu lieu lors de la conclusion hostilités de la guerre de 1812.

## Contexte
En août 1814, le vice-amiral Cochrane avait fini par convaincre le Board of Admiralty qu'une campagne contre la Nouvelle-Orléans affaiblirait la détermination des Américains contre le Canada et accélérerait la fin de la guerre. La Royal Navy avait entamé la campagne de Louisiane pour capturer la Nouvelle-Orléans. Les eaux côtières peu profondes autour de La Nouvelle-Orléans étaient protégées par des canonnières. L'approche de La Nouvelle-Orléans par le Mississippi était défendue par le fort St Philip.
La structure existante avait été construite en 1795 par les Espagnols. Le Fort St. Philip était décrit comme " un ouvrage irrégulier, le corps étant un parallélogramme. Philip est décrit comme " un ouvrage irrégulier, dont le corps est un parallélogramme et dont l'accès est presque impossible "  (Aujourd'hui, le fort n'est accessible que par bateau ou par hélicoptère). Le fort est équipé de vingt-neuf canons de 24 livres, d'un canon de 6 livres, de deux obusiers (de calibres 5,5 et 8 pouces, environ 140mm et 203mm) et d'un mortier de 13 pouces (330mm). En outre, deux canons de 32 livres étaient montés au niveau de l'eau, de manière dissimulée. Trente-cinq pièces au total ont été utilisées.. Une canonnière de l'United States Navy se trouvait au large.,.
En octobre 1814, les artilleurs réparent les affûts usés de l'artillerie américaine et en déplacent certains vers d'autres batteries du fort. Les Américains construisirent un poste de signalisation à cinq kilométres en dessous de l'installation et une redoute en terre pour défendre l'arrière du fort. En plus de l'installation d'une batterie de mortier dans le fort, il a été suggéré de construire une batterie sur la rive opposée du Mississippi, qui supporterait les deux canons de 32 livres susmentionnés ; la défense des deux côtés de ce passage du fleuve étant complète.
Alors qu'il supervisait les défenses en décembre, le général Andrew Jackson ordonna la construction d'une batterie de l'autre côté du fleuve, en plus d'augmenter la force du fort avec une batterie de mortiers. La batterie du côté du fleuve n'était pas terminée lorsque la flottille britannique arriva et fut abandonnée pendant l'engagement. Le major Latour du Corps du génie de l'armée des États-Unis a participé à l'amélioration des défenses du fort, mais n'était pas présent lors de cet engagement, étant résident à la Nouvelle-Orléans, et participant aux combats qui s'y déroulaient.,
Ils ont également érigé une couverture au-dessus des batteries de canon du fort pour empêcher les fragments d'obus de toucher les artilleurs. Ils ont détruit l'ancienne poudrière et l'ont remplacée par plusieurs autres poudrières qu'ils ont construites et sur lesquelles ils ont empilé du bois et de la terre pour les protéger. L'idée était que si une poudrière était détruite, les autres seraient encore utilisables.
A la demande de Jackson, au début du mois de décembre, un piquet (militaire) fut placé en faction au Fort de la Balize à l'embouchure du Mississippi, qui fut capturé par une équipe d'abordage débarquée par le HMS Herald. Vers le 15 décembre, le commandant Walter H. Overton fut nommé commandant du Fort St Philip. Le fort est renforcé par une autre compagnie du 7e régiment d'infanterie et par 30 miliciens volontaires afro-américains libérés. La garnison américaine est principalement composée d'infanterie - dont 84 miliciens et 163 réguliers - soutenue par 117 artilleurs pour les canons et le mortier du fort.
Le 1er janvier 1815, le commandant Overton a été averti de l'approche d'une flottille britannique. Le matin du 8 janvier, un bateau de guet est arrivé pour prévenir de l'approche imminente de la flottille.
Le 30 décembre, les navires britanniques reçoivent l'ordre de remonter le Mississippi. Du 5 au 7 janvier, les navires traversent le chenal peu profond de la barre à l'embouchure du Mississippi, le Herald s'étant échoué sur la barre le 7 janvier. Il fallut aux navires britanniques jusqu'au 9 janvier pour remonter les soixante cinq kilométres du Mississippi jusqu'au fort, en faisant de l'halage par moyen de l'ancre à jet jusqu'au Plaquemines Bend, juste en dessous du fort.
La flottille britannique se composait du sloop HMS Herald (18 canons), du brick HMS Thistle (12 canons), de la goélette HMS Pigmy (10 canons), et de deux bombardiers, HMS Aetna et HMS Volcano. Le Classement par rang des vaisseaux de la Royal Navy couvrait tous les navires de 20 canons et plus ; ceux-ci sont donc classés comme navires " non classés ". Ils avaient reçu l'ordre de remonter le Mississippi, et de créer une diversion, avec le bombardement du fort en lançant des obus à bombe explosifs depuis les mortiers des navires bombardiers,. Ces bateaux avaient été initialement accompagnés par le HMS Nymphe de cinquième rang, mais celui-ci était trop grand pour traverser les eaux peu profondes de la barre à l'embouchure du Mississippi.. Ces navires avaient déjà été présents lors de la bataille du lac Borgne. Le brick et la goélette ont été mal étiquetés en tant que HMS Sophia et HMS Tender dans le livre de Lossing. C'est un autre cas d'erreur d'identité sur ses cartes, qui est incontesté et reproduit par Remini.

## Siège

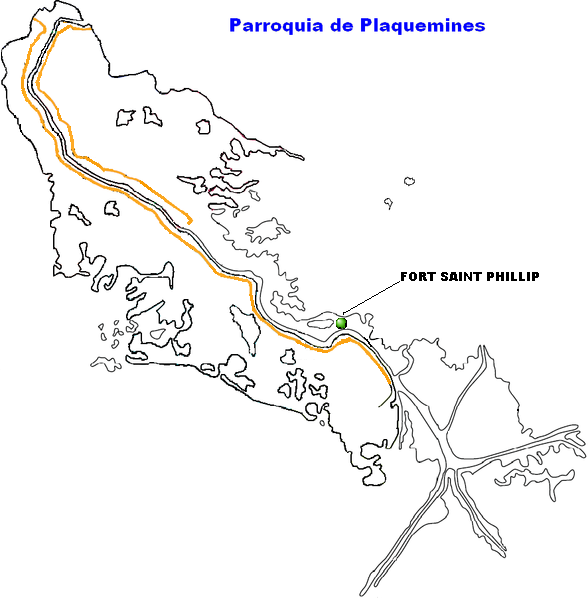
Fort St. Philip le long de la rivière Mississippi

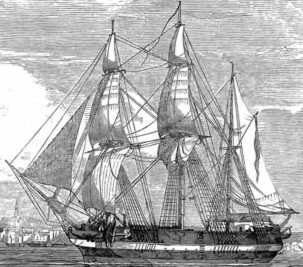
Une bombarde britannique similaire aux vaisseaux engagés pendant la bataille

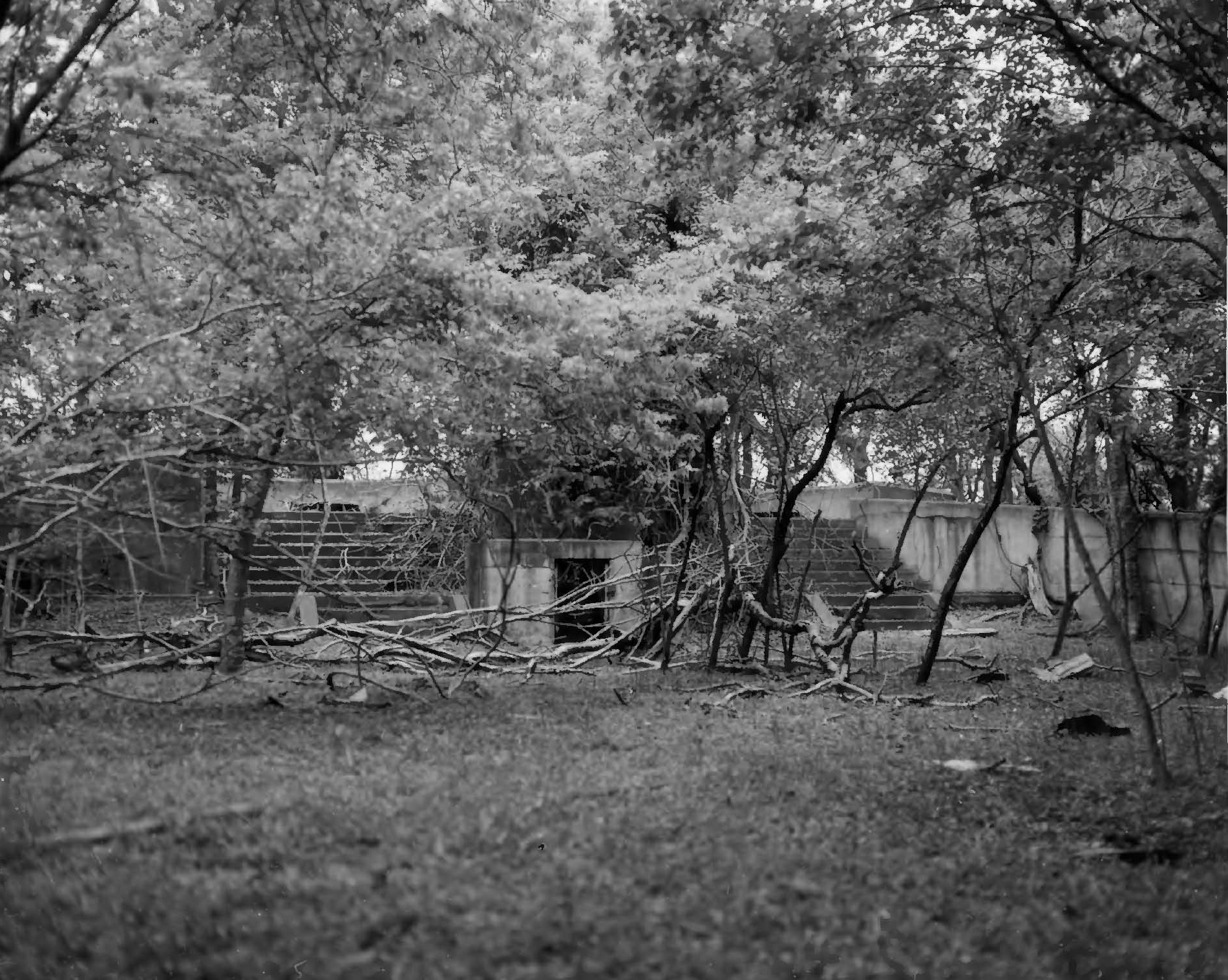
Fort St. Philip en 1898

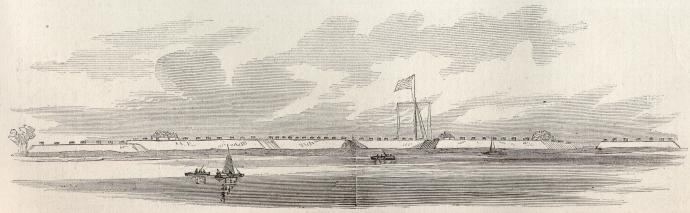
Fort St. Philip en 1862

Les cinq types de bateaux britanniques étaient visibles et clairement identifiés à 10 h 15. À 11 h 30 et 12 h 30, deux chaloupes ont avancé jusqu'à une distance d'un mille et demi du fort pour sonder le fond de la rivière. Cela a incité la batterie côtière du fort à ouvrir le feu avec ses canons de 32 livres. Bien qu'ils aient repoussé les chaloupes, pour finalement revenir à la flottille à 15h00, la garnison avait révélé la portée maximale de ses canons à grenaille. À midi, en préparation de l'engagement des navires, le fourneau du fort a été allumé pour le four à boulets. À 13 h, le poste de signalisation a été abandonné par les soldats américains. À 14h00 le 9 janvier, un groupe de débarquement britannique a occupé le poste de signalisation.
Ce matin-là, la flottille s'était amarrée au sud du fort, à une distance de deux miles et quart, soit 3 960 yards (3 620 métres). En début d'après-midi, les deux navires bombardiers avancèrent légèrement pour prendre position à 3 700 yards (3 380 métres) au sud du fort. À 15h30, le bombardement du fort commença. Latour affirme que le bombardement a continué jour et nuit, ce qui n'est pas corroboré par le récit d'Overton. Le journal de bord du HMS Volcano indique qu'il a tiré cinquante obus de mortier ce jour-là, ce qui remet en question les déclarations de Latour. Un obus tombait toutes les deux minutes selon Latour, mais cela n'est pas corroboré par le récit d'Overton. Pendant le premier jour du bombardement, aucun soldat américain n'a été blessé.
La narration des événements par Latour se poursuit. En raison du terrain humide dû à la pluie pendant la majeure partie du bombardement, les obus de mortier frappaient le sol, s'enfonçaient dans le sol marécageux humide et n'explosaient pas. Certains obus ont explosé sous terre, créant simplement une secousse et ne causant prétendument aucun dommage matériel. Latour contredit par la suite sa propre déclaration dans son évaluation des dommages et cela n'est pas corroboré par Overton. Latour affirme que cette nuit-là, plusieurs chaloupes se sont approchées du fort. Bien qu'il n'ait pas été présent, il affirme qu'elles " se sont approchées si près qu'il nous a été possible d'entendre presque distinctement leurs équipages converser ", et qu'elles ont tiré plusieurs cartouches de mitraille et de grenaille sur le fort. Latour suppose que cela visait à détourner l'attention de la flottille, qui aurait pu profiter de cette distraction pour passer le fort sans être dérangée. La supposée feinte britannique n'ayant pas réussi à distraire les soldats américains, les chaloupes se sont retirées pour la nuit mais les navires bombardiers britanniques ont continué à bombarder le fort à longue distance.
Le lendemain, Latour déclare que " le bombardement fut poursuivi avec la même vivacité que le jour précédent ", sauf que le bombardement cessa par périodes de deux heures à midi et au coucher du soleil, ce qui n'est pas corroboré par le récit d'Overton. Le journal de bord du HMS Volcano indique qu'il a tiré quatre-vingts obus de mortier ce jour-là, ce qui remet en question les déclarations de Latour.
Il y a eu des tirs de représailles occasionnels des batteries du fort le 9 et le 10 mais les tirs sont restés sans effet. Un barrage similaire dirigé vers les deux navires bombardiers a été effectué depuis le fort le 11 à 16h00 pendant quinze minutes, sans autre effet que de perturber peut-être leur tir.
Le matin du 11, quatre chaloupes ont fait une reconnaissance du fort, tirant des obus d'obusiers et des projectiles dans le fort avant de retourner à la flottille. Plus tard dans la journée, des éclats d'obus frappèrent le mât du drapeau américain, clouant les drisses au mât. Le drapeau fut réparé et replacé sur le mât, une heure après avoir été abaissé, par un marin américain qui brava le bombardement britannique en grimpant sur le mât et en fixant le drapeau alors que des tirs éclataient au-dessus de lui. Le marin a accompli cette tâche sans être blessé. Le soir du 11 janvier, les bombardiers ont bombardé le magasin du fort, pensant qu'il s'agissait de la poudrière. Plusieurs obus ont traversé le magasin de fond en comble ; deux ont explosé à l'intérieur, tuant un homme et en blessant un autre. Les véritables poudrières n'ont pas été touchées, à l'exception de la principale qui a subi quelques dégâts mineurs mais n'a pas explosé. Le journal du HMS Volcano indique qu'il a tiré quatre-vingt-douze obus de mortier ce jour-là. Le bruit du bombardement a pu être entendu cette nuit-là à la plantation Villère, comme l'indique le journal du colonel Dickson.
Latour affirme qu'un barrage similaire, avec les intervalles habituels, fut dirigé sur le fort par les navires de bombardement du 12 janvier au 14 janvier. Le 12 janvier, le HMS Volcano tira 56 obus de mortier jusqu'à ce qu'un obus éclate dans le mortier. Personne n'a été blessé, et les dommages au navire ont été réparés pendant la nuit, pour permettre la poursuite du bombardement le jour suivant.
Réalisant que leurs armes n'étaient pas très efficaces pendant les premiers jours de bombardement, le 14 janvier, Latour a émis l'hypothèse que les Britanniques ont refondu tous leurs obus pour qu'ils explosent au-dessus du fort (Air burst, explosion aérienne), afin de couvrir la garnison de shrapnels. En conséquence, les soldats américains ont subi un autre décès et quelques autres blessés. Les obus ont également endommagé plusieurs des affûts de canon du fort. Le journal de bord du HMS Volcano ne mentionne pas le réamorçage des obus de mortier. Ce jour-là, le Volcano a tiré trente obus et trois carcasses (munitions incendiaire). Ces munitions britanniques ont réussi à réduire au silence un des deux pieces de 32 livres américains, mais seulement pendant une heure avant que les réparations ne soient terminées. Cette nuit-là, toujours le 14, plusieurs munitions britanniques ont frappé la forge, l'endommageant gravement.
Dans la nuit du 15 janvier, la garnison américaine avait construit, au cours des 24 heures précédentes, des défenses plus adéquates autour de ses batteries à partir de stocks de bois apportés au fort depuis la forêt voisine. Les poudrières furent également renforcées par une autre couche de terre. La pluie était tombée, avec peu d'intermission, depuis le début de l'engagement contre les Britanniques et avait laissé l'intérieur du fort sous l'eau, le rendant semblable à un étang pour le bétail. Toutes les tentes de la garnison étaient déchirées par des fragments d'obus bien qu'elles soient inoccupées. Ce soir-là, plusieurs bateaux de ravitaillement arrivèrent au fort, après avoir parcouru 65 miles en amont de la Nouvelle-Orléans, transportant des munitions et surtout des fusibles pour le mortier inopérant du fort. Cela aida le moral de la garnison américaine, qui était maintenant en meilleure forme de défense qu'au début de l'engagement.
Le matin du 17 janvier, le Herald avait l'intention de s'approcher du fort et d'effectuer une reconnaissance armée plus tard dans la journée. Dans l'après-midi, une chaloupe du Nymphe arriva avec l'ordre pour le capitaine Pigot de ne pas passer le fort. La flottille fut rappelée par l'amiral Cochrane.
Le matin du 17, Latour affirme qu'un bombardement moins intense du fort a été commencé par les Britanniques à 10h00. Dans la soirée, le mortier du fort était prêt, et il a commencé un contre-bombardement contre les bombardiers britanniques. À un moment donné, l'un des navires de bombardement britanniques a été touché par un obus de mortier américain qui l'a mis hors service pendant cinq minutes. En réponse, un bombardement plus intense s'est poursuivi dans la nuit.
Le duel de mortiers se poursuivit dans la nuit du 17 janvier et juste avant le lever du jour du 18 ; plusieurs obus se logèrent dans le parapet du Fort St. Philip ; l'un d'eux éclata en passant par un fossé et en pénétrant dans le bastion central. Ce furent les derniers tirs que le fort reçut. À 6 heures du matin, les navires se sont dirigés vers le sud en descendant le fleuve. Dans l'après-midi du 22 janvier, les navires avaient franchi la barre et étaient sortis du Mississippi.

## Résultat

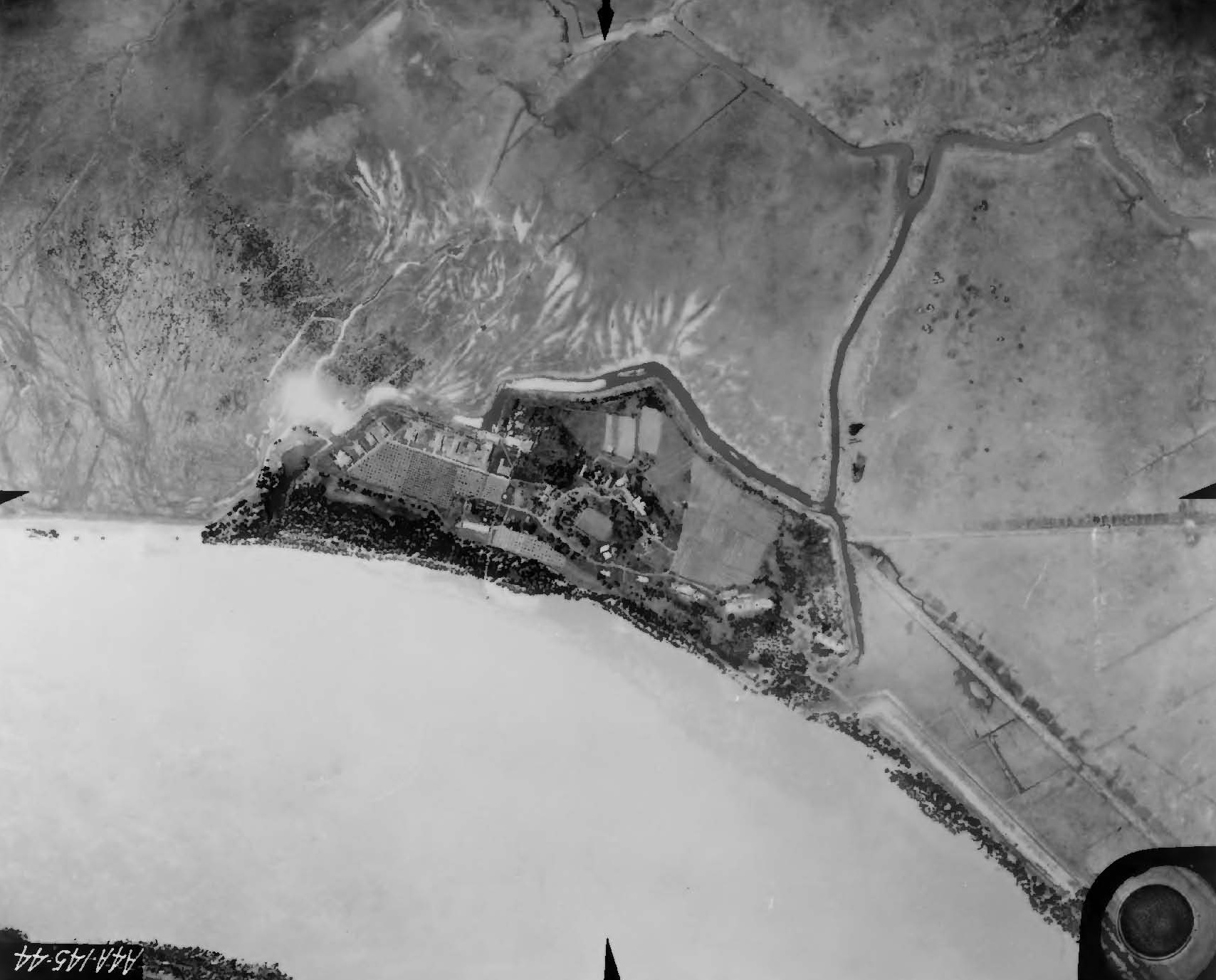
Fort St. Philip en 1935.

Dans une dépêche envoyée au secrétaire à la Guerre, datée du 19 janvier, Jackson déclare : " Je suis renforcé non seulement par [la défaite des Britanniques à la Nouvelle-Orléans]... mais aussi par l'échec de sa flotte à dépasser le fort St. Philip " Remini pense que cela empêchait les Britanniques de faire remonter le Mississippi à leur flotte pour soutenir l'attaque terrestre. Roosevelt, en tant qu'historien de la marine, ne partage pas la théorie de Remini. Il observe que les Britanniques se sont désengagés une fois le mortier du fort réapprovisionné et qu'ils ont pu riposter le 17 janvier, l'engagement étant décrit comme un " bombardement infructueux " du fort par les Britanniques. L'engagement est brièvement mentionné dans l'histoire navale de Roosevelt sur le conflit et est résumé de façon dédaigneuse par une phrase.
L'impossibilité physique pour la flotte de Cochrane de franchir la barre à l'embouchure du Mississippi exclut l'idée que la flotte ait pu remonter le fleuve. La plupart de ces navires dépassaient les 1 000 tonnes de charge, le navire amiral de Cochrane, le HMS Tonnant, pesant 2 281 tonnes, tandis que le bateau le plus lourd ayant pris part à l'engagement contre le fort pesait 430 tonnes, le HMS Herald. Pour des raisons similaires, l'attaque de l'Union contre le fort en 1862 a été menée par des mortiers montés sur des goélettes et des radeaux qui pouvaient négocier la barre sans s'échouer. L'absence de tout débarquement amphibie de taille tangible ne soutient pas l'idée que les Britanniques voulaient capturer le fort. Les Britanniques étaient assez heureux de faire une " diversion " en étant amarrés hors de portée des canons du fort, et en bombardant le fort à distance avec des mortiers. Alors que l'engagement semble n'avoir servi à rien de directement utile aux Britanniques, on peut dire qu'il a apporté une contribution précieuse à la fuite de l'armée de Lambert ailleurs, pour dissuader les forces de Jackson de se redéployer à cause de forces hostiles au fort, dont la taille et l'intention étaient inconnues.,
Overton affirme que bien plus de 1 000 obus de mortier britanniques ont été tirés, estimés par Latour à soixante-dix tonnes de munitions. Il n'a pas été possible de corroborer cette affirmation avec les dépenses quotidiennes de sources britanniques, mais le commandant du Volcano a fait écho au commentaire d'Overton. Après la fin du siège, les Américains ont découvert que plus de 100 obus ennemis gisaient enterrés dans le fort, non explosés. Presque tous les bâtiments étaient en ruines et le sol sur un demi-mile autour du fort était jonché de cratères de bombes.
Deux soldats américains ont été tués et sept ont été blessés alors que leur fort était gravement endommagé. Ni le nom du commandant, ni si les Britanniques avaient subi des pertes n'ont été enregistrés dans les sources contemporaines, car l'engagement n'était pas considéré comme suffisamment important pour être couvert. Les historiens britanniques ont montré peu d'intérêt pour cet engagement, à l'exception d'une paire d'historiens régimentaires dans les années 1920.
En plus de la dépêche de Jackson du 19 janvier mentionnant l'engagement, le rôle joué par le Lieutenant de vaisseau intérimaire Cunningham est mentionné dans la dépêche du Master Commandant Daniel Patterson au Secrétaire de la Marine datée du 27 janvier. Trois bataillons de l'armée régulière actuellement en activité (1-5 FA, 1-1 Inf et 2-1 Inf) perpétuent les lignées de deux unités américaines (la Compagnie de Wollstonecraft, Corps d'Artillerie, et l'ancien 7e Infanterie) qui étaient présentes à Fort St. Philip pendant la bombardement.
La batterie incomplète située en face du fort fut remplacée par une structure plus grande, le Fort Jackson. Ce dernier et le fort St Philip furent assiégés pendant la guerre civile américaine.